# Kelila (inslagkrater)
Kelila is een inslagkrater op de planeet Venus. Kelila werd in 1997 genoemd naar Kelila, een Hebreeuwse meisjesnaam.
De krater heeft een diameter van 5 kilometer en bevindt zich in het quadrangle Pandrosos Dorsa (V-5).